# Valentine Beuve-Méry
Valentine Beuve-Méry O'Nèves (nacida como Valentine Séveno, Auray, 6 de marzo de 1863 - Vannes, 3 de febrero de 1952) fue una escritora francesa de novelas populares usando el seudónimo de «M. Beuve-Mery» o «O'Nèves». Fue la esposa de Victor Beuve-Méry (1864-1893).
Las novelas publicadas bajo el seudónimo O'Nèves fue escritas en varias ocasiones en coautoría con su hija Marie Beuve-Méry.

## Obras
- La Devise de bonne maman, Tours, Mame, 1909.
- Les Sorcières de Locmariaquer, 1913; reeditado por La Découvrance en 2000.
- La Petite Reine du vieux moulin, 1919.
- La Devise de bonne maman, 1920.
- L'Ange de Dick, Casterman 1920.
- Le Solitaire, Hirt, 1928.
- Les Petites Filles de la pension Cornudet, Mame, 1930.
- La Petite Reine du vieux moulin, Mame, 1934.
- La Boule de neige, Marcinelle-Charleroi, Dupuis, 1937.
- Aime… et reste fidèle, Colección Stella número 581, 1942.
- Ses yeux bleus, Colección Stella número 581.
- Une simple histoire d'amour, La Villa tragique, 1946 (?).